# Darja Andrejewna Serenko

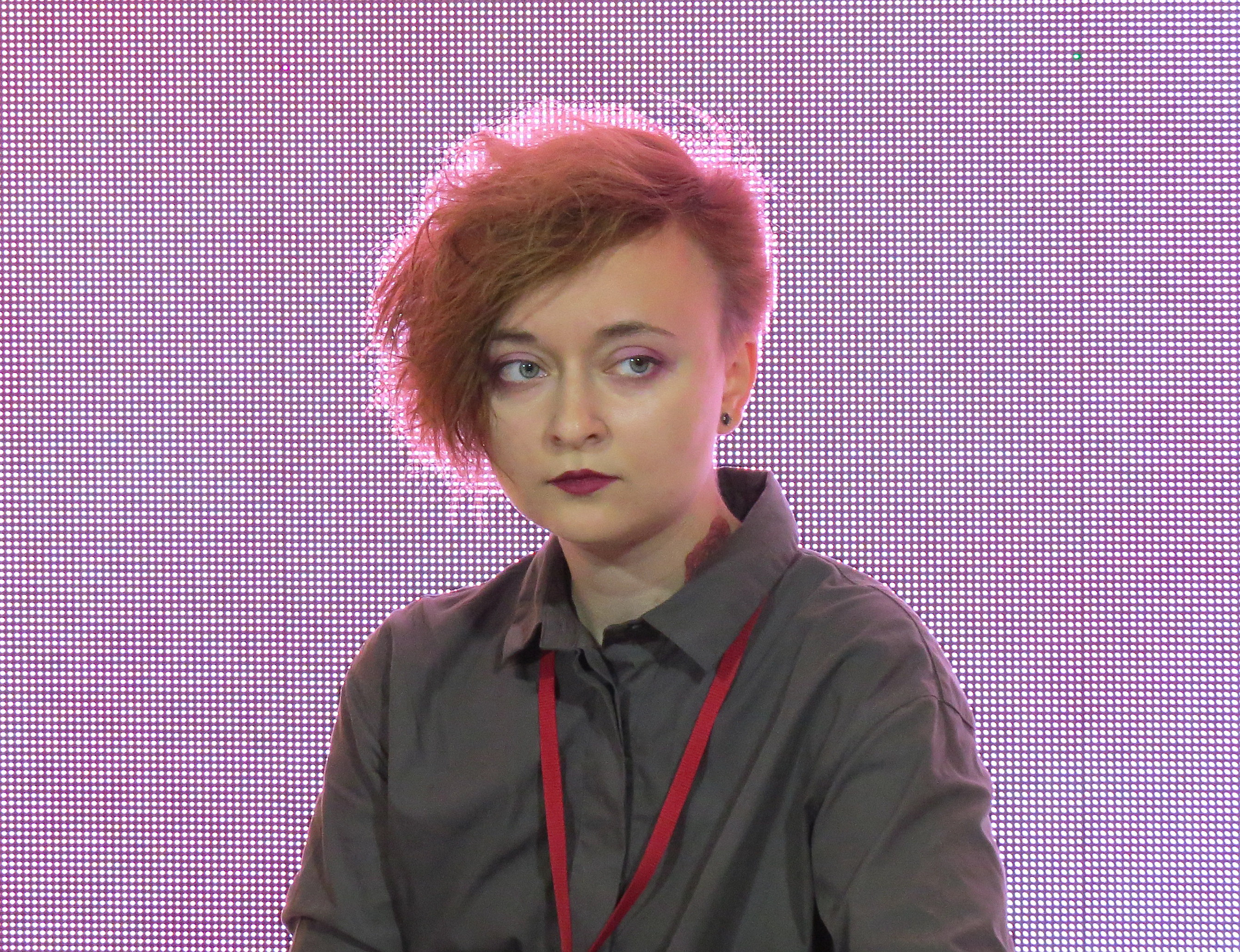
Darja Serenko

Darja Andrejewna Serenko (russisch Дарья Андреевна Серенко; * 23. Januar 1993 in Chabarowsk) ist eine russische Lyrikerin, Kuratorin und Künstlerin, Feministin und LGBTQ-Aktivistin. Sie hat zahllose Morddrohungen von der extremen Rechten in Russland erhalten und wurde im Februar 2022 wegen ‚Extremismus‘ für 15 Tage in Moskau inhaftiert.

## Leben
Darja Serenko wurde 1993 in Chabarowsk geboren. Sie studierte am Maxim-Gorki-Literaturinstitut.
Von 2015 bis 2016 nahm Serenko an der antimilitaristischen Kunst-Wanderausstellung Ne Mir (Kein Frieden) teil. In ihrem Gemeinschaftsprojekt Tikhii Picket (Stille Mahnwache) von 2016 entwarfen Teilnehmer Plakate mit politischen Botschaften im A3-Format und dokumentierten die Reaktionen der Öffentlichkeit. Serenko selbst war ständig mit ihren Plakaten unterwegs, was zur Folge hatte, dass sie „permanent mit Menschen kommunizierte, fünfzehn oder zwanzig Stunden am Tag“. 2016 kuratierte Serenko eine Moskauer Ausstellung mit Stuckkunst.
Im Jahr 2020 gründete Serenko mit anderen »Femdacha«, einen feministischen Rückzugsort am Stadtrand von Moskau.
Am Valentinstag 2021 organisierte Serenko eine ‚Kette der Solidarität‘ für weibliche Opfer von politischer Unterdrückung. Nachdem sie die Veranstaltung auf Facebook angekündigt hatte, erhielt sie Hunderte Morddrohungen. Im gleichen Jahr unterstützte sie eine Kampagne der Menschenrechtsaktivistin Alyona Popova, einer Kandidatin für die Staatsduma. Im November 2021 veröffentlichte sie einen Facebook-Post, in dem sie betonte, dass Migranten nur für 3–4 % der Verbrechen in Russland verantwortlich seien. Kurz darauf musste sie feststellen, dass ihre Telefonnummer und Privatadresse an Rechtsextreme weitergegeben worden waren. Der Gründer der Bewegung Männlicher Staat (Russisch: „Мужское государство“, MG) forderte seine Anhänger auf, den „Abschaum“ zu „vernichten“. In der Folge erhielt sie Tausende weiterer Morddrohungen.
Am 8. Februar 2022 wurde Serenko vom Moskauer Bezirksgericht Twerskoj wegen eines Instagram-Posts aus dem September 2021, in dem sie sich für taktisches Wählen aussprach, zu 15 Tagen Haft verurteilt. Der Beitrag enthielt Kampagnensymbole für die Smart-Voting-Kampagne von Alexei Nawalnys Anti-Korruptions-Stiftung (FBK), die im Juni 2021 als „extremistische Organisation“ verboten wurde.
Seit dem russischen Einmarsch in die Ukraine am 24. Februar 2022 engagiert sich Serenko im feministischen Antikriegs-Widerstand. Die Bewegung veröffentlichte am 27. Februar 2022 ein Manifest, das russische Feministinnen dazu aufrief, sich gegen den Krieg zu stellen. Serenko selbst veröffentlichte eine Erklärung, in der sie Russen aufforderte, ihre politische Apathie zu überwinden und zu handeln:

„Hört auf, erbärmliche Feiglinge, Konformisten, geduldige Leidtragende, loyale Bürger zu sein, hört auf, unpolitisch zu sein ... Hört auf, in Cafés zu sitzen. Hört auf, Urlaube zu planen. Hört auf, der Propaganda zuzuhören. Hört auf, wie Idioten zu sterben. Hört auf, Angst vor Gefängnis und Verhaftung zu haben, ich schwöre bei Gott, das sind nicht die schlechtesten Optionen. Schließt euch Antikriegsaktivisten und -bewegungen an. Protestiert gegen diesen Krieg.“

Im März 2022 gehörte Serenko zu den 151 internationalen Feministinnen, die in Solidarität mit dem Feministischen Antikriegs-Widerstand das Manifest Feminist Resistance Against War: A Manifesto unterzeichneten. Ihr Buch Mädchen und Institutionen (Девочки и институции, No Kidding Press 2021) wurde ins Japanische, Schwedische und Spanische übersetzt.

## Buchpublikationen
- Дарья Серенко: Я желаю пепла своему дому. (Ich wünsche Asche meinem Haus). Бабель, Тель-Авив 2023, ISBN 978-965-93083-7-8, S. 160 (russisch).
- Дарья Серенко: Девочки и институции. (Mädchen und Institutionen) / Илл.: Ксения Чарыева, пред.: Мария Кувшинова. No Kidding Press, Москва 2021, ISBN 978-5-604-64509-3, S. 80 (russisch).
- Дарья Серенко. #тихийпикет / под ред. Гендлиной В., пред.: Илья Кукулин. — М.: АСТ, 2020. — 416 с. — (Серия «Женский голос»). — ISBN 978-5-17-118352-3.
- Дарья Серенко. Тишина в библиотеке. — М.: АРГО-РИСК, 2017. — 48 с. — (Серия «Поколение», вып. 48). — ISBN 978-5-86856-293-8.

### Übersetzungen
- Mädchen und Institutionen. Geschichten aus dem Totalitarismus. Übersetzung aus dem Russischen: Christiane Körner. Suhrkamp, 2023. ISBN 978-3-518-43137-5.
- Chicas e instituciones. Traducción: Alexandra Rybalko. Errata Naturae 2023.
- Flickor och institutioner. Översättning från ryska Lida Starodubtseva. Ersatz, 2022
- Mitwirkung an Galina Rymbu et al. (Hrsg.), F Letter: New Russian Feminist Poetry. ISOLARII, 2020.